# Maurice de Sully
Maurice de Sully (* 1110; † 11. September 1196) war Bischof von Paris ab 1160.

## Leben
Er war bäuerlicher Herkunft und nicht mit der adeligen Familie Sully verwandt. Er schlug eine geistliche Laufbahn ein, wurde Maître in Theologie, Kanoniker und Archidiakon in Paris.
In seine Amtszeit als Bischof von Paris fällt die Grundsteinlegung für die Kathedrale Notre-Dame de Paris.